# Турч
Турч (пол. Turcz, нім. Thorms) — село в Польщі, у гміні Семпополь Бартошицького повіту Вармінсько-Мазурського воєводства.
Населення — 50 осіб (2011).
У 1975-1998 роках село належало до Ольштинського воєводства.

## Демографія
Демографічна структура станом на 31 березня 2011 року:
|          | Загалом | Допрацездатний вік | Працездатний вік | Постпрацездатний вік |
| -------- | ------- | ------------------ | ---------------- | -------------------- |
| Чоловіки | 29      | 11                 | 15               | 3                    |
| Жінки    | 21      | 3                  | 13               | 5                    |
| Разом    | 50      | 14                 | 28               | 8                    |